# Общественная полёвка
Общественная полёвка или степная полёвка (лат. Microtus socialis) — вид грызунов рода серых полёвок.

## Внешний вид
Длина тела у крупных форм до 122 мм, хвост — до 31 мм (длина хвоста около четверти длины тела то есть 25—31 %), у мелких форм, соответственно, до 105 мм; хвост — 24 мм (23,8—26,8 % длины тела). Шерсть на теле густая, мягкая, но не очень высокая-верный признак того, что зверьки роющие. Уши короткие, едва выдаются из шерсти. Окраска верха варьирует от светлой, песчаной, до тёмной, охристо серой; нижняя часть — от светлой, серебристой, до пепельно-серой. Хвост светлый, одноцветный либо слабо двуцветный. На ступне 5 подошвенных бугорков. Диплоидный набор хромосом — 62.

## Распространение
Палеарктические степи от реки Днепр и Крыма до озера Балхаш и СЗ Синьцзяна в Китае, на юг через Кавказ и восточную Турцию до Сирии, Ливана, Ирака, и Ирана.

## Образ жизни
Обитает в сухих злаковых и злаково-полынных степях и полупустыне, на равнинах и в предгорьях. В горах проникает до 1400 м над уровнем моря на Кавказе и до 2000 м в Казахстане (западный Тянь-Шань).